# Embajada de España en Serbia y Montenegro
La Embajada de España en Serbia y Montenegro era la máxima representación legal del Reino de España en la Unión Estatal de Serbia y Montenegro. 

## Embajador
España designó dos embajadores en el periodo comprendido entre 2003 y 2006, que sirvieron en la corta existencia de Serbia y Montenegro como estado. El primero fue Mariano García Muñoz nombrado por el gobierno de José María Aznar para la República Federal de Yugoslavia en el año 2000. El último embajador, José Riera Siquier, nombrado por el gobierno socialista de Rodríguez Zapatero, sirvió hasta el año 2006 cuando el país se dividió, y cesó en 2008 siendo ya embajador residente en Serbia con concurrencia en Montenegro desde 2007.

## Misión diplomática
La embajada española en Serbia y Montenegro se ubicaba en la capital del país balcánico, Belgrado, creada en los años 20 del siglo XX y que ha servido como sede de la representación española en los diferentes estados que se han constituido en la zona, como el Reino de Yugoslavia, la República Federal Socialista de Yugoslavia y la República Federal de Yugoslavia. A partir de 2006 la embajada siguió sirviendo como representación diplomática española en Serbia

## Historia
Hasta 1992 Serbia era una de las repúblicas que constituían la antigua República Federativa Socialista de Yugoslavia (RFSY) desaparecida como consecuencia de las Guerras yugoslavas, por lo que las relaciones entre España y el país balcánico se hacía a través de la Embajada española en Belgrado. La República Federal de Yugoslavia (RFY) fue el estado sucesor de la RFSY, por lo que la representación española continuó en la misma ciudad.
Debido a las presiones diplomáticas, la RFY cambió su nombre por la Unión Estatal de Serbia y Montenegro, así, el 4 de febrero de 2003, entró en vigor una nueva Constitución, y se eliminó el nombre de Yugoslavia, pasando el país a denominarse Serbia y Montenegro (oficialmente Unión Estatal de Serbia y Montenegro). La representación española siguió ubicada en Belgrado.
El 21 de mayo de 2006, se realizó en Montenegro un referéndum para determinar si se procedía a finalizar su unión con Serbia. Los resultados mostraron a un 55,4 % de los votantes en favor de la independencia, por lo que el Parlamento de Montenegro proclamó la independencia del Estado, el 3 de junio de 2006. Ese día, Serbia se declaró como Estado soberano, como sucesor del anterior.